# Xie Jishi
Xie Jishi (張燕卿), né en 1878  à Hsinchu et mort en 1946 à Pékin, est un homme politique chinois qui fut membre du gouvernement du Mandchoukouo.

## Biographie
Né en 1878 à Hsinchu sur l'île de Taïwan, Xie Jishi étudie le japonais à l'école Shinchiku Kokugo Denshujo, dirigée par des Japonais. Il sert comme interprète auprès du Premier ministre du Japon Itō Hirobumi lors de sa visite à Taïwan, puis de nouveau lorsque l'île passe sous contrôle japonais. Itō est tellement impressionné par le jeune Xie qu'il le recommande pour l'université Meiji de Tokyo où il obtient un diplôme de droit.
Après la révolution chinoise de 1911, Xie se rend en Chine en 1913 et devient secrétaire-général de Zhang Xun à Tianjin. Il renonce à sa citoyenneté japonaise (étant originaire de Taïwan) pour celle de la République de Chine en 1915. Il participe à la tentative de restauration mandchoue de 1917 qui vise à remettre sur le trône l'ancien empereur Puyi, et est assistant aux Affaires étrangères durant le bref gouvernement impérial (qui dure 12 jours). Malgré la nouvelle destitution de Puyi, Xie reste un fervent partisan de la restauration de la dynastie Qing et accompagne l'empereur déchu en exil de la Cité interdite de Pékin à la concession étrangère de Tianjin en 1927.
Xie est plus tard recruté par le seigneur de guerre de la province du Kirin, le général Xi Qia, pour l'assister dans les négociations avec l'armée impériale japonaise après l'incident de Mukden, durant lesquelles Xi Qia déclare l'indépendance du Kirin vis-à-vis de la République de Chine du Kuomintang.
Après l'établissement de l'État du Mandchoukouo, Xie devient le premier ministre des Affaires étrangères. Il aide à convaincre le général Ma Zhanshan à rejoindre le nouveau gouvernement. Il réussit également à attirer de nombreux immigrés de Taïwan au Mandchoukouo dans les années 1930. Il est assigné au poste d'ambassadeur plénipotentiaire au Japon le 19 juin 1935 et aide à organiser l'exposition taïwanaise de 1935. Il retourne au Mandchoukouo en 1937 pour devenir ministre de l'Industrie. Il quitte brièvement le gouvernement pour travailler dans le secteur privé. Après la chute du Mandchoukouo en 1945, Xie est arrêté par le gouvernement républicain chinois comme « hanjian » (traitre), et meurt en prison à Pékin en 1946.